# Nedjalka Angelowa
Nedjalka Angelowa (bulgarisch Недялка Ангелова, engl. Transkription Nedyalka Angelova; * 26. Juni 1949 in Kjustendil) ist eine ehemalige bulgarische Fünfkämpferin, Weitspringerin und Hürdenläuferin.
1969 wurde sie bei den Europäischen Hallenspielen in Belgrad Elfte im Weitsprung und bei den Europameisterschaften in Athen Neunte im Fünfkampf. Im Jahr darauf kam sie bei den Halleneuropameisterschaften 1970 in Wien im Weitsprung auf den 14. Platz und gewann bei der Universiade Silber im Fünfkampf.
1971 wurde sie bei den Halleneuropameisterschaften in Sofia Zehnte im Weitsprung und beendet bei den Europameisterschaften in Helsinki den Fünfkampf nach der dritten Disziplin.
Bei den Olympischen Spielen 1972 in München wurde sie Sechste im Fünfkampf. 1973 wurde sie bei den Halleneuropameisterschaften 1973 in Rotterdam Vierte im Weitsprung und schied über 60 Meter Hürden im Vorlauf aus.
Dreimal wurde sie Bulgarische Meisterin im Fünfkampf (1969–1971) und je einmal im Weitsprung (1970) und über 100 Meter Hürden (1970). In der Halle holte sie 1969 und 1971 den nationalen Titel im Weitsprung.

## Persönliche Bestleistungen
- Weitsprung: 6,50 m, 12. August 1973, Sofia
- Fünfkampf: 4504 Punkte, 12. August 1973, Sofia